# 浦本直見
浦本 直見（うらもと なおみ、1月23日 - ）は、日本の漫画家。北海道出身。血液型はB型。『Cheese!』・『ベツコミ』・『ちゃお』・『ChuChu』（すべて小学館）にて執筆していた。現在は漫画家を引退し札幌市内でイラスト教室を主宰している。
デビュー作は、「うさうさボンボン」（1999年『少女コミックCheese!』増刊9/10号に掲載）。

## 作品リスト

### 連載
- コレクター・ユイ ギャグネット大作戦
- チーズ!ごはん
- たむたむミンミン
- なっとくポンチ

### 単行本
- どんとこいどんときた（2001年）